# Parsifal Bassi
Parsifal Bassi (* 15. Dezember 1892 in Bologna; † 10. Januar 1960 ebenda) war ein italienischer Schauspieler und Filmregisseur.

## Leben
Bassi drehte nach ersten Auftritten als Schauspieler in kleineren Filmen 1920 für die Produktionsgesellschaft La Murari Film in seiner Heimatstadt als Regisseur Povera piccola, dessen Erfolg ihm einen Anschlussvertrag bei Minerva Film in Rom ermöglichte, wo er bis 1922 eine Reihe von Filmen, in denen er auch die Hauptrolle spielte, produzierte.
Durch die Krise des italienischen Films gebremst, konnte er danach erst 1934 mit dem nach eigenem Drehbuch inszenierten Il cardinale Lambertini mit Ermete Zacconi, der von den Kritikern geschmäht wurde, auf die Leinwände zurückkehren, dem wiederum nach acht Jahren Gioco d'azzardo, sein letzter eigener Film, folgte. Nach einer Zusammenarbeit mit Mario Bonnard beendete er sein filmisches Schaffen.

## Filmografie (Auswahl)
- 1920: Povera piccola
- 1921: La porta nel mondo
- 1922: Un colpo di scena
- 1934: Il cardinale Lambertini
- 1942: Gioco d'azardo